# Liste der Monuments historiques in Lanester
Die Liste der Monuments historiques in Lanester führt die Monuments historiques in der französischen Gemeinde Lanester auf.

## Liste der Bauwerke
| Bezeichnung                                                          | Beschreibung | Standort        | Kennzeichnung | Schutzstatus | Datum | Bild           |
| -------------------------------------------------------------------- | ------------ | --------------- | ------------- | ------------ | ----- | -------------- |
| Reste einer gallo-römischen Fabrik für Garum und andere Lebensmittel |              | Le Resto (Lage) | PA56000031    | Inscrit      | 2000  | weitere Bilder |

## Liste der Objekte
- Monuments historiques (Objekte) in Lanester in der Base Palissy des französischen Kultusministeriums